# Micha Strohl
Micha Strohl  (* 1996) ist ein Schweizer Unihockeyspieler, der beim Nationalliga-A-Verein Unihockey Tigers Langnau unter Vertrag steht.

## Karriere
Strohl stand während der Saison 2013/14 erstmals im Kader der ersten Mannschaft der Unihockey Tigers Langnau in der Nationalliga A. Bis im Frühjahr 2017 spielte er zudem noch Partien in der U21-Mannschaft der Berner.
2019 gewann Strohl mit den Unihockey Tigers Langnau den Schweizer Cup mit einem 9:8-Sieg über den Grasshopper Club Zürich.

## Erfolge
- Schweizer Cup: 2019